# 9883 Veecas
9883 Veecas è un asteroide della fascia principale. Scoperto nel 1994, presenta un'orbita caratterizzata da un semiasse maggiore pari a 2,3538635 au e da un'eccentricità di 0,1439232, inclinata di 6,87577° rispetto all'eclittica.
L'asteroide è dedicato al club astronomico Ventura County Astronomical Society attraverso la forma fonetica in inglese dell'acronimo VCAS.